# Guatteria cargadero
Guatteria cargadero este o specie de plante angiosperme din genul Guatteria, familia Annonaceae, descrisă de José Jéronimo Triana și Jules Émile Planchon. Conform Catalogue of Life specia Guatteria cargadero nu are subspecii cunoscute.